# クロード・シャンパーニュ

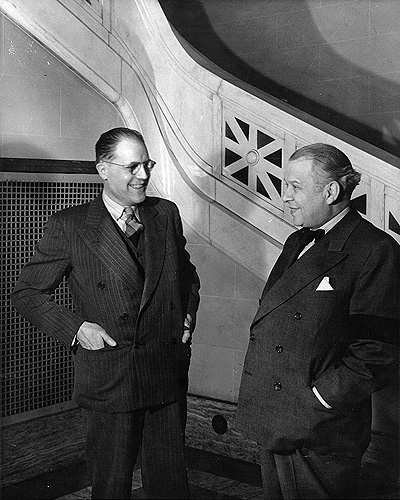
クロード・シャンパーニュ（左、1943年）

クロード・シャンパーニュ（Claude Champagne、1891年5月27日 - 1965年12月21日）は、カナダの作曲家。
モントリオール出身。国立音楽院でヴァイオリン、オルガン、ピアノを学んだ。卒業後はピアノとヴァイオリンの教師となり、またカナダの近衛歩兵第一連隊軍楽隊のメンバーでもあった。1921年にパリに留学し、シャルル・ケクランやラウル・ラパラらに学んだ。カナダへ戻った後、1942年のケベック音楽演劇学院の設立に尽力した。1943年からモントリオール音楽院の副院長を務め、同時にマギル大学の教授も務めた。

## 作品

### 管弦楽曲
- ガスペ交響曲
- エルキュールとオンファール
- ラ・ローレンティエンヌ
- ピアノ協奏曲
- カナダ交響曲 - 合唱と管弦楽のための
- 子守唄 - 小管弦楽のための

### 室内楽曲
- ハバネラ - ヴァイオリンとピアノのための
- 弦楽四重奏曲

### 器楽曲
- 祈り - オルガンのための
- ブラジルのクアドリーリャ - ピアノのための

## 文献
- カナダ百科事典